# Bourdic
Pour les articles homonymes, voir Bourdic (homonymie).
Bourdic est une commune française située dans le centre du département du Gard, en région Occitanie.
Exposée à un climat méditerranéen, elle est drainée par le Bourdic et par divers autres petits cours d'eau. Incluse dans les gorges du Gardon, la commune possède un patrimoine naturel remarquable composé d'une zone naturelle d'intérêt écologique, faunistique et floristique.
Bourdic est une commune rurale qui compte 364 habitants en 2022, après avoir connu une forte hausse de la population depuis 1975. Elle fait partie de l'aire d'attraction de Nîmes. Ses habitants sont appelés les Bourdicois ou  Bourdicoises.

## Géographie

### Localisation
Bourdic est situé à 10 km à l'ouest-sud-ouest d'Uzès, 20 km au nord de Nîmes et 30 km au sud-est d'Alès.
|                          | Aubussargues     |                            |
| Garrigues-Sainte-Eulalie | Bourdic          | Arpaillargues-et-Aureillac |
|                          | Sainte-Anastasie | Blauzac                    |

### Hydrographie et relief
Le village est groupé sur la rive du Bourdic.

### Climat
Pour des articles plus généraux, voir Climat de l'Occitanie et Climat du Gard.
En 2010, le climat de la commune est de type climat méditerranéen franc, selon une étude s'appuyant sur une série de données couvrant la période 1971-2000. En 2020, Météo-France publie une typologie des climats de la France métropolitaine dans laquelle la commune est exposée à un climat méditerranéen et est dans la région climatique Provence, Languedoc-Roussillon, caractérisée par une pluviométrie faible en été, un très bon ensoleillement (2 600 h/an), un été chaud (21,5 °C), un air très sec en été, sec en toutes saisons, des vents forts (fréquence de 40 à 50 % de vents > 5 m/s) et peu de brouillards.
Pour la période 1971-2000, la température annuelle moyenne est de 14 °C, avec une amplitude thermique annuelle de 17,5 °C. Le cumul annuel moyen de précipitations est de 803 mm, avec 6,2 jours de précipitations en janvier et 3 jours en juillet. Pour la période 1991-2020, la température moyenne annuelle observée sur la station météorologique la plus proche, située sur la commune d'Uzès à 8 km à vol d'oiseau, est de 14,5 °C et le cumul annuel moyen de précipitations est de 809,4 mm,. Pour l'avenir, les paramètres climatiques de la commune estimés pour 2050 selon différents scénarios d'émission de gaz à effet de serre sont consultables sur un site dédié publié par Météo-France en novembre 2022.

### Milieux naturels et biodiversité

#### Espaces protégés
La protection réglementaire est le mode d’intervention le plus fort pour préserver des espaces naturels remarquables et leur biodiversité associée,.
La commune fait également partie des gorges du Gardon, un territoire  reconnu réserve de biosphère par l'UNESCO en 2015 pour l'importante biodiversité qui la caractérise, mariant garrigues, plaines agricoles et yeuseraies,.

#### Zones naturelles d'intérêt écologique, faunistique et floristique

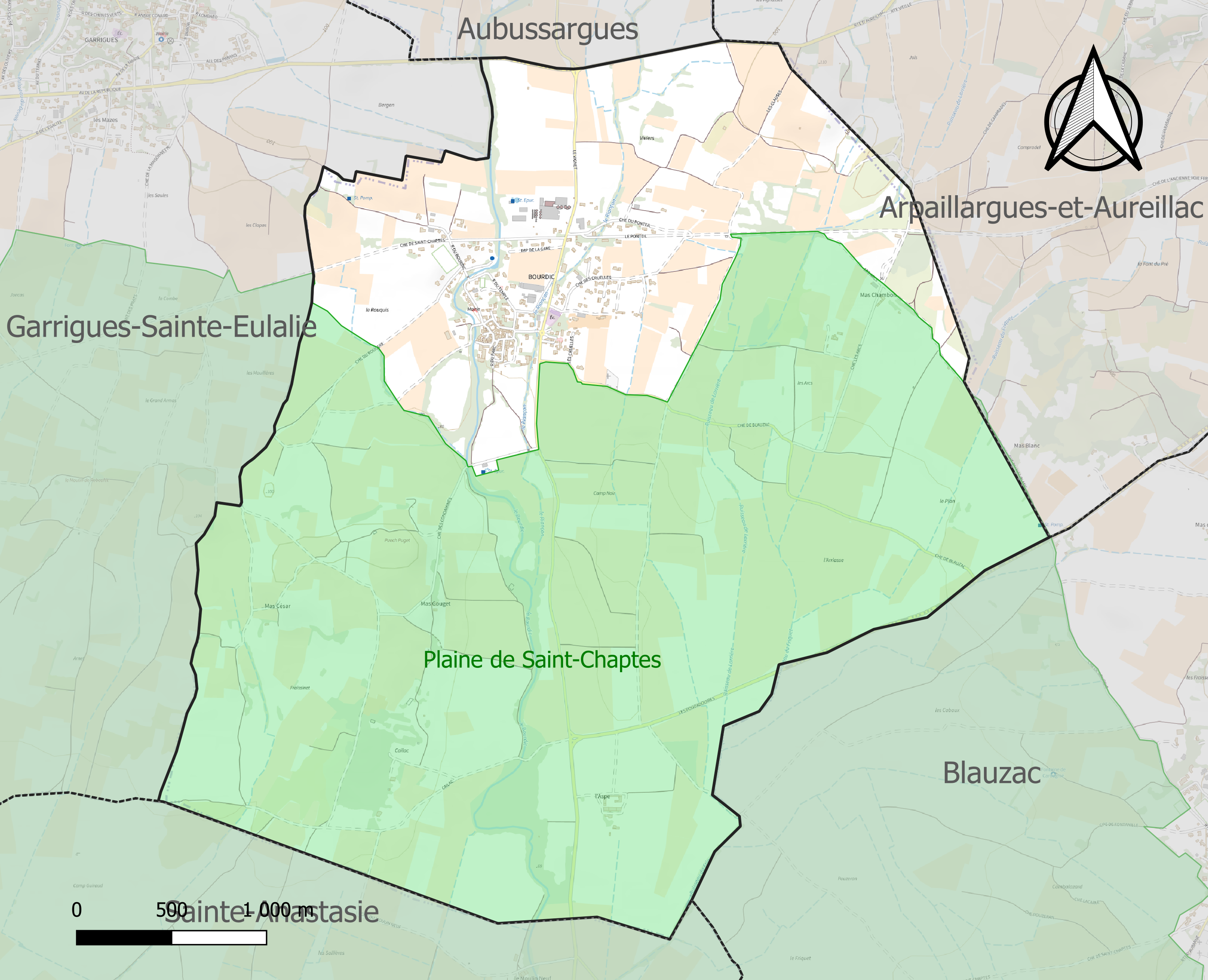
Carte de la ZNIEFF de type 1 localisée sur la commune.

L’inventaire des zones naturelles d'intérêt écologique, faunistique et floristique (ZNIEFF) a pour objectif de réaliser une couverture des zones les plus intéressantes sur le plan écologique, essentiellement dans la perspective d’améliorer la connaissance du patrimoine naturel national et de fournir aux différents décideurs un outil d’aide à la prise en compte de l’environnement dans l’aménagement du territoire.
Une ZNIEFF de type 1 est recensée sur la commune :
la « plaine de Saint-Chaptes » (2 279 ha), couvrant 5 communes du département.

## Urbanisme

### Typologie
Au 1er janvier 2024, Bourdic est catégorisée commune rurale à habitat dispersé, selon la nouvelle grille communale de densité à sept niveaux définie par l'Insee en 2022.
Elle est située hors unité urbaine. Par ailleurs la commune fait partie de l'aire d'attraction de Nîmes, dont elle est une commune de la couronne,. Cette aire, qui regroupe 92 communes, est catégorisée dans les aires de 200 000 à moins de 700 000 habitants,.

### Occupation des sols
L'occupation des sols de la commune, telle qu'elle ressort de la base de données européenne d’occupation biophysique des sols Corine Land Cover (CLC), est marquée par l'importance des territoires agricoles (94,1 % en 2018), en diminution par rapport à 1990 (97,7 %). La répartition détaillée en 2018 est la suivante : 
cultures permanentes (62,7 %), terres arables (31,4 %), zones urbanisées (4,6 %), milieux à végétation arbustive et/ou herbacée (1,3 %). L'évolution de l’occupation des sols de la commune et de ses infrastructures peut être observée sur les différentes représentations cartographiques du territoire : la carte de Cassini (XVIIIe siècle), la carte d'état-major (1820-1866) et les cartes ou photos aériennes de l'IGN pour la période actuelle (1950 à aujourd'hui).

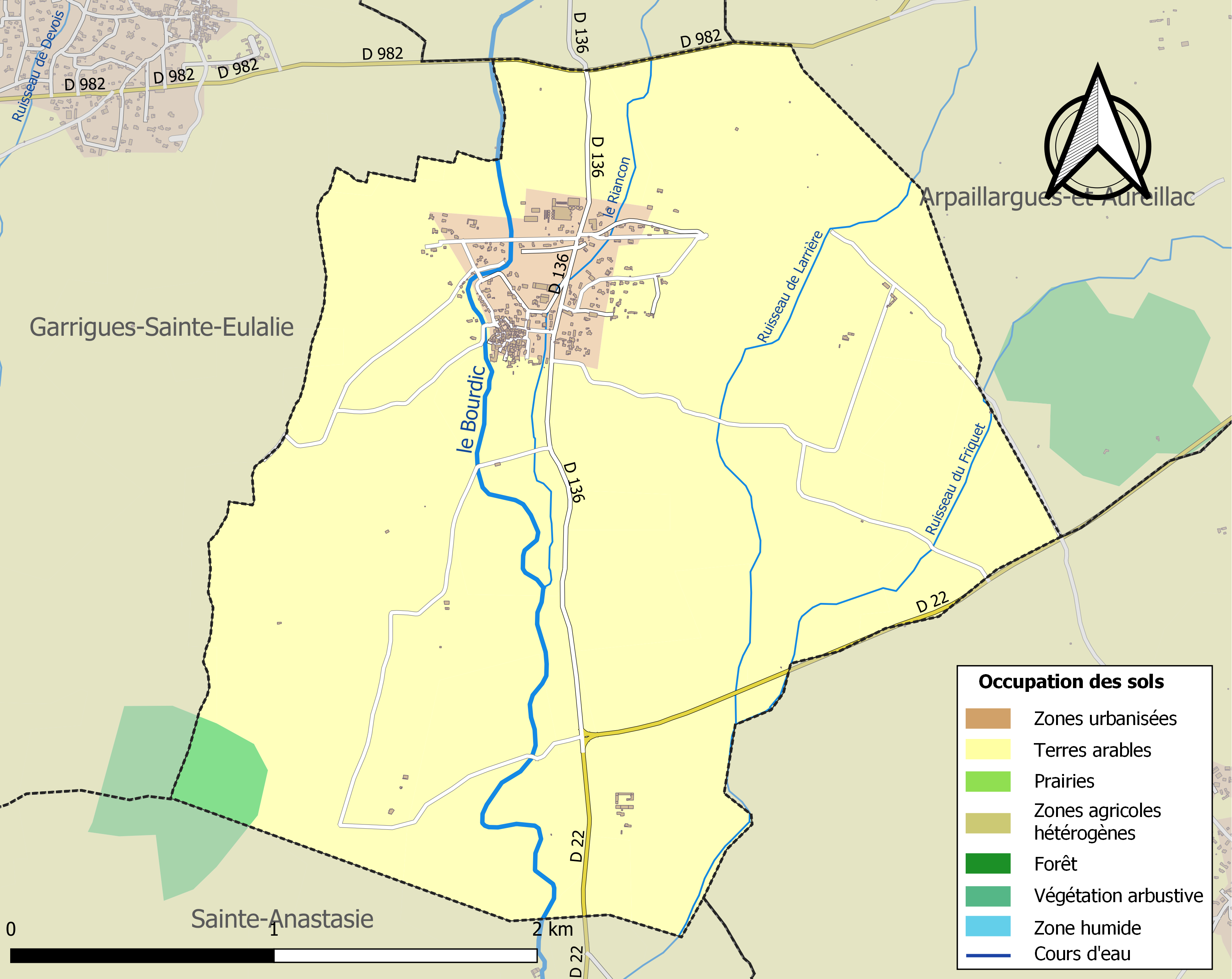
Carte des infrastructures et de l'occupation des sols de la commune en 2018 (CLC).

### Risques majeurs
Le territoire de la commune de Bourdic est vulnérable à différents aléas naturels : météorologiques (tempête, orage, neige, grand froid, canicule ou sécheresse), inondations, feux de forêts et séisme (sismicité faible). Un site publié par le BRGM permet d'évaluer simplement et rapidement les risques d'un bien localisé soit par son adresse soit par le numéro de sa parcelle.
Certaines parties du territoire communal sont susceptibles d’être affectées par le risque d’inondation par débordement de cours d'eau et par une crue torrentielle ou à montée rapide de cours d'eau, notamment le Bourdic. La commune a été reconnue en état de catastrophe naturelle au titre des dommages causés par les inondations et coulées de boue survenues en 1982, 1983, 1990, 1994, 1995, 2002, 2005 et 2014,.

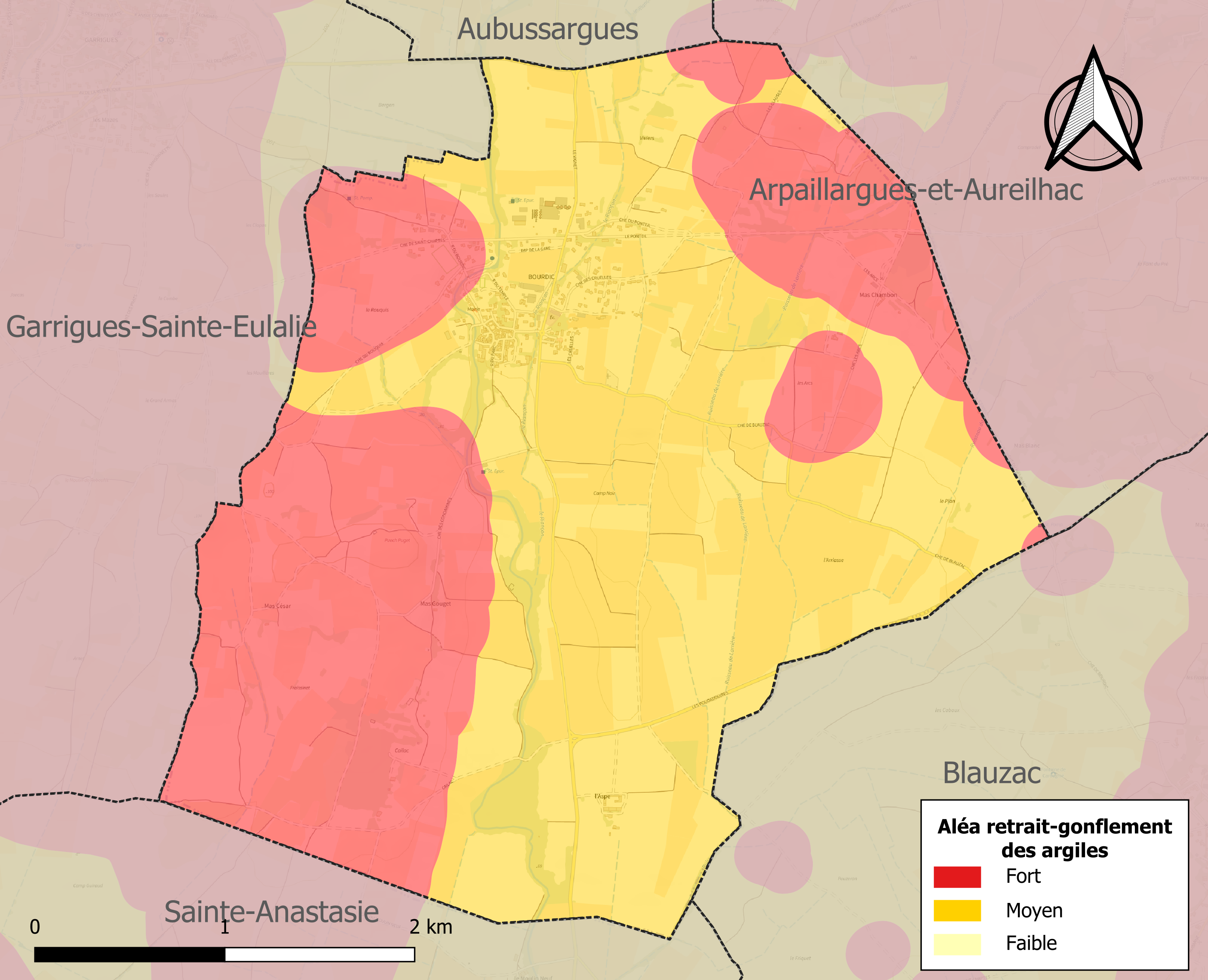
Carte des zones d'aléa retrait-gonflement des sols argileux de Bourdic.

Le retrait-gonflement des sols argileux est susceptible d'engendrer des dommages importants aux bâtiments en cas d’alternance de périodes de sécheresse et de pluie. La totalité de la commune est en aléa moyen ou fort (67,5 % au niveau départemental et 48,5 % au niveau national). Sur les 199 bâtiments dénombrés sur la commune en 2019, 199 sont en aléa moyen ou fort, soit 100 %, à comparer aux 90 % au niveau départemental et 54 % au niveau national. Une cartographie de l'exposition du territoire national au retrait gonflement des sols argileux est disponible sur le site du BRGM,.
Par ailleurs, afin de mieux appréhender le risque d’affaissement de terrain, l'inventaire national des cavités souterraines permet de localiser celles situées sur la commune.
Concernant les mouvements de terrains, la commune a été reconnue en état de catastrophe naturelle au titre des dommages causés par la sécheresse en 2017 et par des mouvements de terrain en 1983.

## Toponymie
Bourdic est issu du gaulois borda, « cabane en planche isolée »[réf. nécessaire] qui s'est dérivé en bordel, bordeau, bourdeau, diminutifs. Selon une étymologie populaire, le mot serait venu du Moyen Âge lorsque Saint Louis cachait des « femmes de petite vertu » (surnommées les bordelières) au bord de la Seine dans des maisons appelées bordeaux assimilés par erreur à "bords d'eau".

## Politique et administration

### Rattachements électoraux
Pour l'élection des députés, elle fait partie de la quatrième circonscription du Gard.

### Liste des maires
| Période                                  | Période   | Identité           | Étiquette | Qualité                                                            |
| ---------------------------------------- | --------- | ------------------ | --------- | ------------------------------------------------------------------ |
| mars 2001                                | mars 2008 | Nicole Boit        | DVD       |                                                                    |
| mars 2008                                | En cours  | Christophe Gervais | DVD       | Employé Vice-président de la communauté de communes du Pays d'Uzès |
| Les données manquantes sont à compléter. |           |                    |           |                                                                    |

## Population et société

### Démographie
L'évolution du nombre d'habitants est connue à travers les recensements de la population effectués dans la commune depuis 1793. Pour les communes de moins de 10 000 habitants, une enquête de recensement portant sur toute la population est réalisée tous les cinq ans, les populations de référence des années intermédiaires étant quant à elles estimées par interpolation ou extrapolation. Pour la commune, le premier recensement exhaustif entrant dans le cadre du nouveau dispositif a été réalisé en 2005.

En 2022, la commune comptait 364 habitants, en évolution de −4,96 % par rapport à 2016 (Gard : +2,97 %, France hors Mayotte : +2,11 %).
| 1793 | 1800 | 1806 | 1821 | 1831 | 1836 | 1841 | 1846 | 1851 |
| ---- | ---- | ---- | ---- | ---- | ---- | ---- | ---- | ---- |
| 212  | 191  | 229  | 238  | 279  | 260  | 260  | 258  | 268  |

| 1856 | 1861 | 1866 | 1872 | 1876 | 1881 | 1886 | 1891 | 1896 |
| ---- | ---- | ---- | ---- | ---- | ---- | ---- | ---- | ---- |
| 270  | 243  | 275  | 261  | 251  | 201  | 219  | 187  | 198  |

| 1901 | 1906 | 1911 | 1921 | 1926 | 1931 | 1936 | 1946 | 1954 |
| ---- | ---- | ---- | ---- | ---- | ---- | ---- | ---- | ---- |
| 197  | 182  | 191  | 168  | 179  | 182  | 188  | 201  | 182  |

| 1962 | 1968 | 1975 | 1982 | 1990 | 1999 | 2005 | 2006 | 2010 |
| ---- | ---- | ---- | ---- | ---- | ---- | ---- | ---- | ---- |
| 210  | 208  | 202  | 211  | 236  | 262  | 315  | 315  | 377  |

| 2015 | 2020 | 2022 | - | - | - | - | - | - |
| ---- | ---- | ---- | - | - | - | - | - | - |
| 386  | 371  | 364  | - | - | - | - | - | - |

## Économie

### Revenus
En 2018  (données Insee publiées en septembre 2021), la commune compte 148 ménages fiscaux, regroupant 370 personnes. La médiane du revenu disponible par unité de consommation est de 21 380 € (20 020 € dans le département).

### Emploi
|                | 2008   | 2013  | 2018   |
| -------------- | ------ | ----- | ------ |
| Commune        | 9,1 %  | 9,2 % | 10,9 % |
| Département    | 10,6 % | 12 %  | 12 %   |
| France entière | 8,3 %  | 10 %  | 10 %   |

En 2018, la population âgée de 15 à 64 ans s'élève à 242 personnes, parmi lesquelles on compte 81,1 % d'actifs (70,2 % ayant un emploi et 10,9 % de chômeurs) et 18,9 % d'inactifs,. Depuis 2008, le taux de chômage communal (au sens du recensement) des 15-64 ans est inférieur à celui du département, mais supérieur à celui de la France.
La commune fait partie de la couronne de l'aire d'attraction de Nîmes, du fait qu'au moins 15 % des actifs travaillent dans le pôle,. Elle compte 90 emplois en 2018, contre 125 en 2013 et 89 en 2008. Le nombre d'actifs ayant un emploi résidant dans la commune est de 170, soit un indicateur de concentration d'emploi de 53,3 % et un taux d'activité parmi les 15 ans ou plus de 62,9 %.
Sur ces 170 actifs de 15 ans ou plus ayant un emploi, 42 travaillent dans la commune, soit 25 % des habitants. Pour se rendre au travail, 88 % des habitants utilisent un véhicule personnel ou de fonction à quatre roues, 6 % s'y rendent en deux-roues, à vélo ou à pied et 6 % n'ont pas besoin de transport (travail au domicile).

### Activités hors agriculture

#### Secteurs d'activités
35 établissements sont implantés  à Bourdic au 31 décembre 2019. Le tableau ci-dessous en détaille le nombre par secteur d'activité et compare les ratios avec ceux du département,.
| Secteur d'activité                                                                                        | Commune | Commune | Département |
| Secteur d'activité                                                                                        | Nombre  | %       | %           |
| --- | ------- | ------- | ----------- |
| Ensemble                                                                                                  | 35      |         |             |
| Industrie manufacturière, industries extractives et autres                                                | 6       | 17,1 %  | (7,9 %)     |
| Construction                                                                                              | 7       | 20 %    | (15,5 %)    |
| Commerce de gros et de détail, transports, hébergement et restauration                                    | 12      | 34,3 %  | (30 %)      |
| Information et communication                                                                              | 1       | 2,9 %   | (2,2 %)     |
| Activités spécialisées, scientifiques et techniques et activités de services administratifs et de soutien | 4       | 11,4 %  | (14,9 %)    |
| Autres activités de services                                                                              | 5       | 14,3 %  | (8,8 %)     |

Le secteur du commerce de gros et de détail, des transports, de l'hébergement et de la restauration est prépondérant sur la commune puisqu'il représente 34,3 % du nombre total d'établissements de la commune (12 sur les 35 entreprises implantées  à Bourdic), contre 30 % au niveau départemental.

### Agriculture
La commune est dans les Garrigues, une petite région agricole occupant le centre du département du Gard. En 2020, l'orientation technico-économique de l'agriculture  sur la commune est la viticulture.
|               | 1988 | 2000 | 2010 | 2020  |
| ------------- | ---- | ---- | ---- | ----- |
| Exploitations | 22   | 16   | 17   | 22    |
| SAU (ha)      | 779  | 900  | 896  | 1 076 |

Le nombre d'exploitations agricoles en activité et ayant leur siège dans la commune est passé de 22 lors du recensement agricole de 1988  à 16 en 2000 puis à 17 en 2010 et enfin à 22 en 2020, soit une baisse de 1 % en 32 ans. Le même mouvement est observé à l'échelle du département qui a perdu pendant cette période 61 % de ses exploitations,. La surface agricole utilisée sur la commune a quant à elle augmenté, passant de 779 ha en 1988 à 1 076 ha en 2020. Parallèlement la surface agricole utilisée moyenne par exploitation a augmenté, passant de 35 à 49 ha.

### Entreprises de l'agglomération
- Les collines du Bourdic, domaine fondé en 1928[28].

## Culture locale et patrimoine

### Édifices civils
- Ancienne porte
- Château

### Édifices religieux
- Église Saint-Jean-Baptiste de Bourdic.
- Temple protestant de Bourdic.

## Héraldique
| Blason de Bourdic | Blason  | D'argent à la bande losangée d'argent et de sinople. |
| Blason de Bourdic | Détails |                                                      |